# Wapen van Zalk en Veecaten

Het wapen van Zalk en Veecaten

Het wapen van Zalk en Veecaten werd op 14 november 1898 per Koninklijk Besluit door de Hoge Raad van Adel aan de Overijsselse gemeente Zalk en Veecaten bevestigd. Vanaf 1937 is het wapen niet langer als gemeentewapen in gebruik omdat de gemeente Zalk en Veecaten opging in de gemeente IJsselmuiden.

## Blazoenering
De blazoenering van het wapen luidt als volgt:
In goud een leeuw van sabel.

## Verklaring

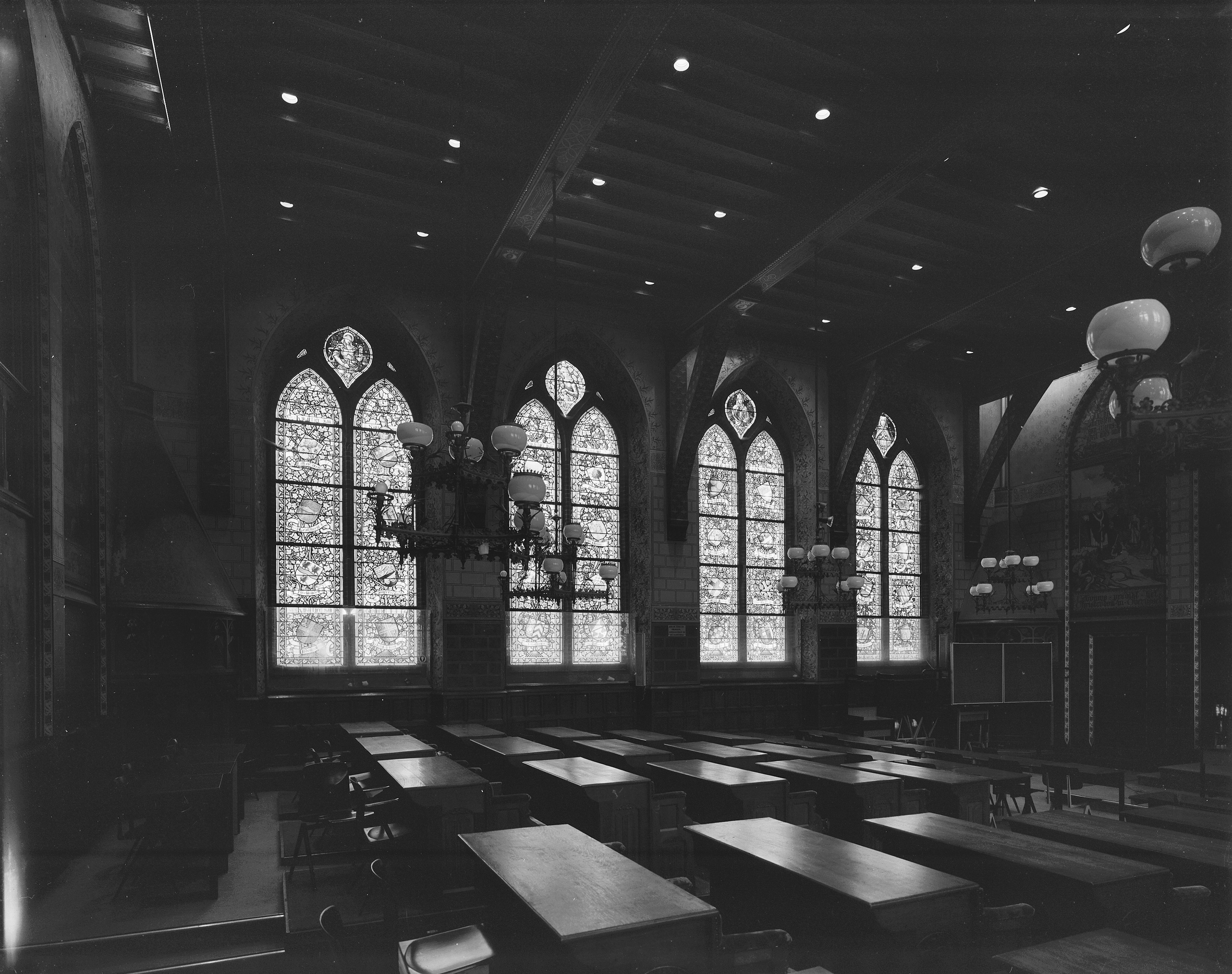
De glas in loodramen in het voormalige provinciehuis in Zwolle

De heerlijkheid Zalk en Veecaten voerde reeds een wapen, welke werd bevestigd op 24 november 1819. Dit was dus na de vorming van de gemeente Zalk en Veecaten. De bouw van een nieuwe vergaderzaal voor de Staten van Overijssel eind 19e eeuw, waarin wapens van gemeenten opgenomen zouden worden in de ramen, leidde tot een formele bevestiging van een eigen gemeentewapen. De letters Z en V werden overigens niet opgenomen in het gemeentewapen. Het wapen is vermoedelijk afgeleid van het familiewapen van Buckhorst, die in zilver een zwarte leeuw voerde. Deze familie had de heerlijkheid vanaf haar vermoedelijke ontstaan in de 13e eeuw tot 1612 in haar bezit. In het wapenboek van Gelre wordt dit familiewapen beschreven.

## Verwante wapens

Heerlijkheidswapen van Zalk en Veecaten

Ambt Almelo
· Ambt Delden
· Ambt Hardenberg
· Ambt Ommen
· Ambt Vollenhove
· Avereest
· Bathmen
· Blankenham
· Blokzijl
· Brederwiede
· Den Ham
· Denekamp
· Diepenheim
· Diepenveen
· Genemuiden
· Giethoorn
· Goor
· Grafhorst
· Gramsbergen
· Hasselt
· Heino
· Holten
· IJsselham
· IJsselmuiden
· Kamperveen
· Kuinre
· Lonneker
· Markelo
· Nieuwleusen
· Noordoostpolder
· Oldemarkt
· Olst
· Ootmarsum
· Rijssen
· Stad Almelo
· Stad Delden
· Stad Hardenberg
· Stad Ommen
· Stad Vollenhove
· Steenwijk
· Steenwijkerwold
· Urk
· Vollenhove
· Vriezenveen
· Wanneperveen
· Weerselo
· Wijhe
· Wilsum
· Zalk en Veecaten
· Zwartsluis
· Zwollerkerspel